# Chrysobotys
Chrysobotys är ett släkte av fjärilar. Chrysobotys ingår i familjen Crambidae.
Kladogram enligt Catalogue of Life:
| Chrysobotys | \| \| Chrysobotys cambogialis \| \| \| \| \| \| Chrysobotys lucilla \| \| \| \| |
|             | \| \| Chrysobotys cambogialis \| \| \| \| \| \| Chrysobotys lucilla \| \| \| \| |
|             | Chrysobotys cambogialis                                                         |
|             |                                                                                 |
|             | Chrysobotys lucilla                                                             |
|             |                                                                                 |